# Frederic W. Boye Jr.
Frederic William Boye Jr.  (* 10. Dezember 1916 in Fort Bliss, Texas; † 10. Oktober 2004 in Williamsburg, Virginia) war ein Generalmajor der United States Army. Er war unter anderem Kommandeur der 7. Infanteriedivision.
Boye war ein Sohn von Brigadegeneral Frederic William Boye Sr. (1891–1970) und dessen Frau Beatrice Wentworth (1891–1980). Er besuchte die öffentlichen Schulen seiner Heimat sowie von 1935 bis 1939 die United States Military Academy in West Point. Nach seiner Graduation wurde er als Leutnant der Kavallerie zugeteilt, die damals gerade von der klassischen Reitertruppe zu Panzereinheiten umgestellt wurde. In der Armee durchlief er anschließend alle Offiziersränge vom Leutnant bis zum Zwei-Sterne-General.
Im Lauf seiner militärischen Karriere absolvierte Boye verschiedene Kurse und Schulungen. Dazu gehörte unter anderem das National War College. Während des Zweiten Weltkriegs war er auf dem atlantischen bzw. europäischen Kriegsschauplatz eingesetzt. Er diente in der 3. Infanteriedivision, wobei er bis zum Kommandeur des der Division unterstellten 3. Bataillons des 15. Infanterieregiments aufstieg. Boye nahm am Nordafrikafeldzug der Alliierten teil, war dann an der Landung auf Sizilien und am beginnenden Italienfeldzug beteiligt. Dann machte er mit seiner Division die Landung in Südfrankreich und den anschließenden Vormarsch durch das Rhonetal zu den Vogesen mit.
Nach dem Ende des Kriegs setzte Boye seine Offizierslaufbahn an verschiedenen Orten und in unterschiedlichen Stellungen fort. Dabei war er auch als Stabsoffizier tätig. Im Jahr 1956 absolvierte er das National War College. In den Jahren 1960 und 1961 war er im Vietnamkrieg eingesetzt. Damals gehörte er dem Stab der dortigen Military Assistance Advisory Group an. Zu seinen weiteren Tätigkeiten gehörte im Jahr 1962 die Stelle eines Stabsoffiziers bei der U.S. Army Armor School (Panzerschule) in Fort Knox in Kentucky. In den Jahren 1964 bis 1966 leitete er die Armeeverbindungsgruppe zum Kongress (Chief of Army Legislative Liaison to the Congress).
Zwischen Juli 1966 und September 1967 kommandierte Boye die in Südkorea stationierte 7. Infanteriedivision, die mit der Überwachung der dortigen Demilitarisierte Zone betraut war. Daran schloss sich eine Versetzung nach Ankara in der Türkei an, wo er in den Jahren 1967 bis 1969 Stabschef beim dortigen NATO-Hauptquartier war. Anschließend leitete er die Personalabteilung der Armee im Generalstab in Washington, D.C. (Chief of Army Personnel Operations). Im Jahr 1971 schied er aus dem aktiven Militärdienst aus.
Frederic Boye verbrachte nach seiner Pensionierung 25 Jahre in Beaufort in South Carolina. Dort war er für eine Bank tätig. Außerdem engagierte er sich in seiner neuen Heimatstadt im sozialen und kulturellen Leben. Im Jahr 1996 zog er nach Williamsburg in Virginia. Der mit Page Aleshire (1920–2021) verheiratete Offizier starb am 10. Oktober 2004 und wurde auf dem Nationalfriedhof Arlington beigesetzt.

## Orden und Auszeichnungen
Frederic Boye erhielt im Lauf seiner militärischen Laufbahn unter anderem folgende Auszeichnungen:
- Army Distinguished Service Medal
- Silver Star
- Legion of Merit
- Bronze Star Medal